# Chablis (Yonne)
Chablis is een gemeente in het Franse departement Yonne (regio Bourgogne-Franche-Comté). De gemeente telde 2.151 inwoners op 1 januari 2022. Chablis vormt een deel van het arrondissement Auxerre. De wijnstreek Chablis en de Chablis zijn naar deze plaats genoemd.

## Geschiedenis

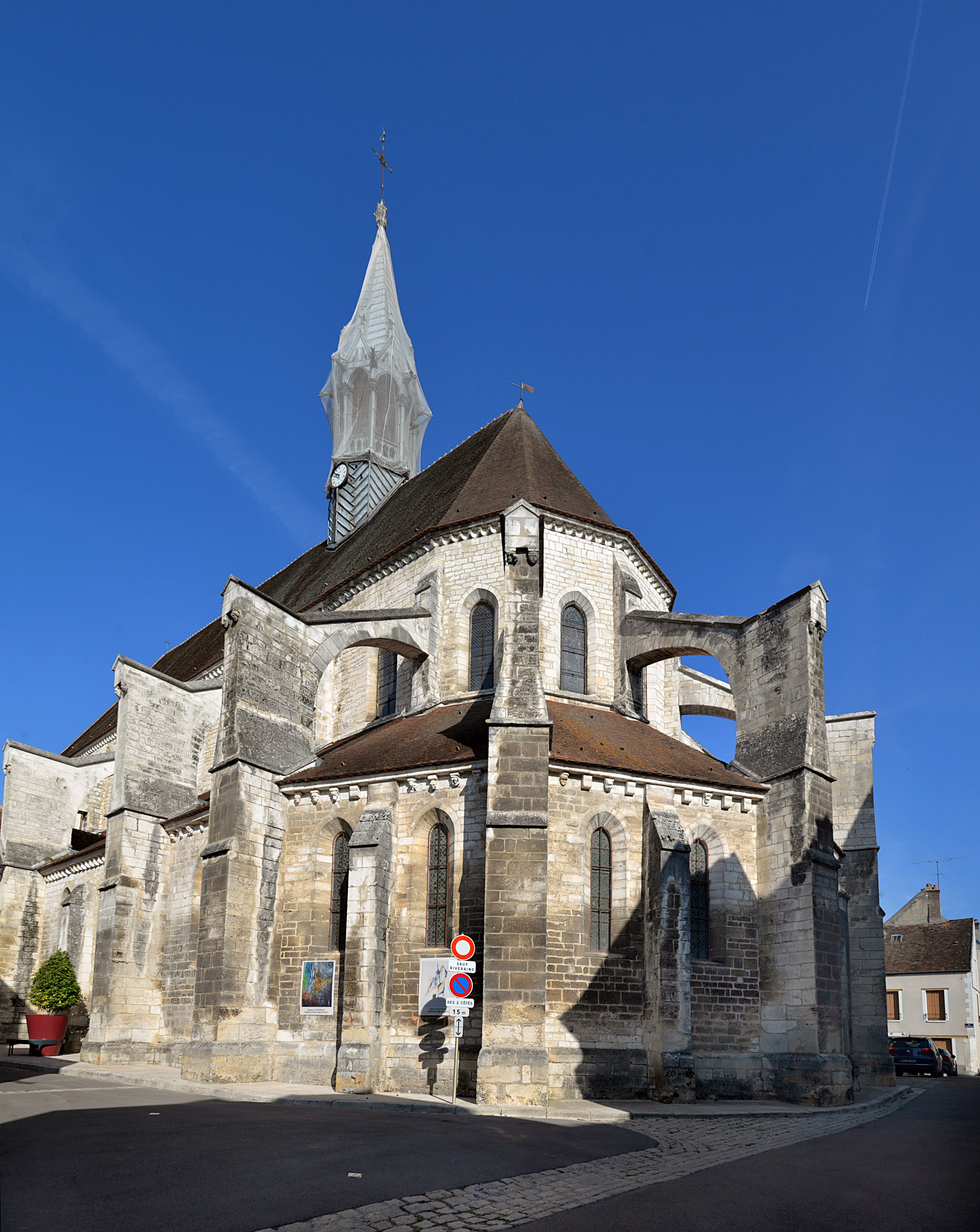
Kapittelkerk Saint-Martin (chevet)

Al voor de negende eeuw was er hier een klooster gewijd aan de heilige Lupus van Troyes (Saint-Loup). De gemeenschap werd gewijd aan de heilige Martinus van Tours (Saint-Martin) nadat de relieken van deze heilige hier in de negende eeuw een tijdlang in veiligheid waren gebracht. Het klooster in Tours waar ze werden bewaard, werd immers bedreigd door de invallen van Vikingen. In de twaalfde eeuw was de kloostergemeenschap van Chablis al omgevormd tot een kapittel. Dit kapittel liet vanaf 1170 een nieuwe, gotische kerk bouwen. In de twaalfde en dertiende eeuw was er een Joodse gemeenschap in Chablis voor deze in 1394 werd verjaagd zoals ook op andere plaatsen in Bourgondië.
In de zestiende eeuw was de plaatselijke wijn al vermaard in Frankrijk. Chablis kende voorspoed en telde ongeveer 4.000 inwoners. Hieraan kwam een einde door de Hugenotenoorlogen. De hoge stad werd in brand gestoken door een protestans leger en de rest van de stad werd geplunderd. Pas in de achttiende en negentiende eeuw herstelde Chablis zich economisch. Aan het einde van de negentiende eeuw werden de plaatselijke wijngaarden sterk getroffen door de druifluis. Halfweg de twintigste eeuw telde de gemeente nog maar 500 hectare aan wijngaarden. Daarna is dat aantal vertienvoudigd.

## Geografie
De oppervlakte van Chablis bedroeg op 1 januari 2022 38,83 vierkante kilometer; de bevolkingsdichtheid was toen 55,4 inwoners per km². De Serein stroomt door de gemeente.
De onderstaande kaart toont de ligging van Chablis met de belangrijkste infrastructuur en aangrenzende gemeenten.

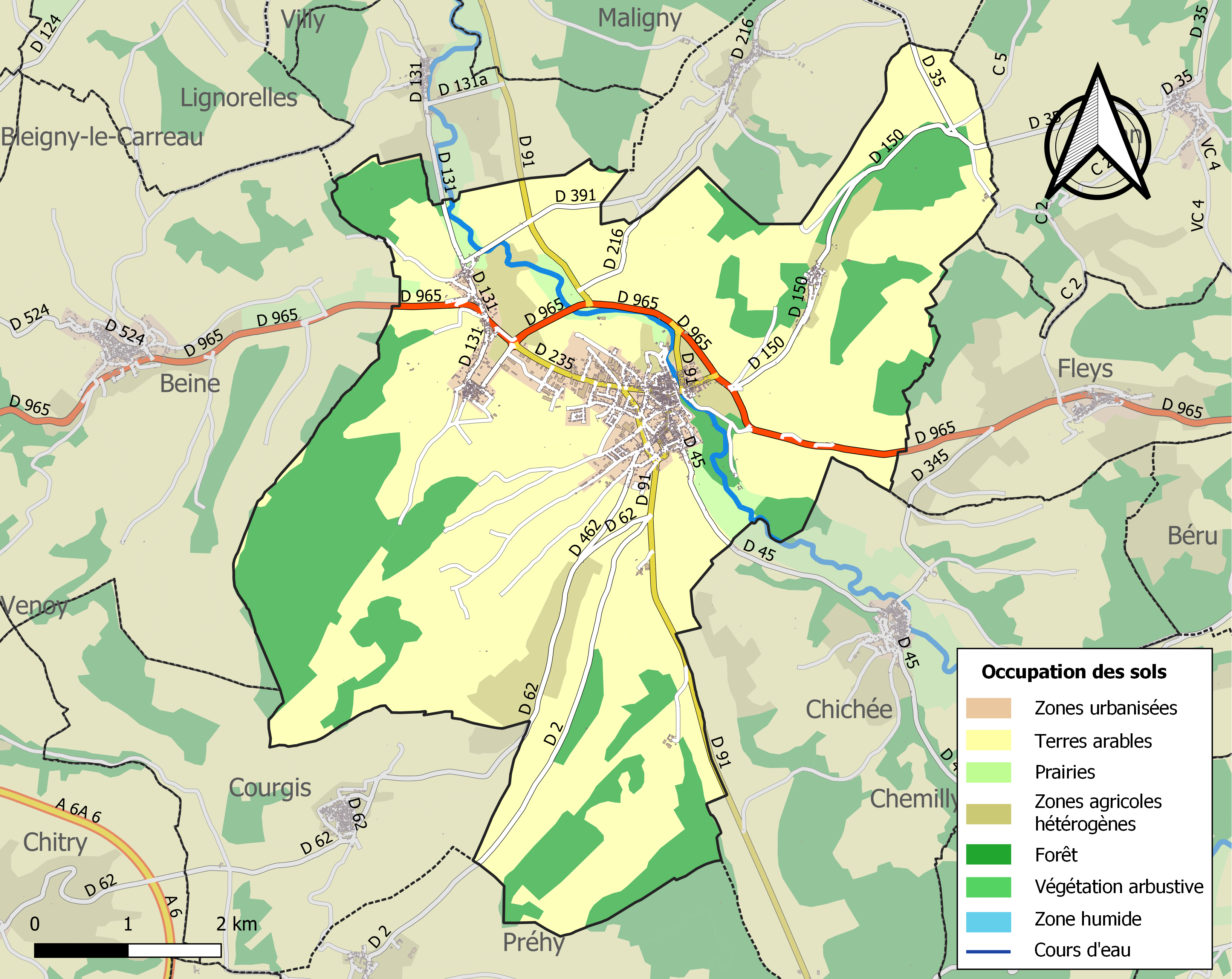

## Demografie
Onderstaande figuur toont het verloop van het inwoneraantal van Chablis vanaf 1962.